# Alexander Massialas
Alexander Massialas, född 20 april 1994 i San Francisco, är en amerikansk fäktare som tävlar i florett.
Massialas blev olympisk silvermedaljör i florett vid sommarspelen 2016 i Rio de Janeiro.